# Dolichotrigona longitarsis
Dolichotrigona longitarsis, chamada de mombucão-amazonense, lambe-olhos e abelha-sem-ferrão, é uma espécie de abelha da subfamília dos apíneos (Apinae), endêmica da América do Sul e distribuída em áreas florestadas.

## Etimologia
O nome popular abelha-sem-ferrão, que se comporta como sinônimo de abelha-da-terra, é comum de algumas espécies de meliponíneos. Mombuca, mumbuca, mombucão ou mumbucão, deriva do tupi mu'mbuka.

## Taxonomia e sistemática
Dolichotrigona longitarsis foi descrita por Adolpho Ducke em 1916 na publicação  Enumeração dos Hymenopteros colligidos pela Comissão e Revisão das espécies de abelhas do Brasil, com o nome Melipona longitarsis. O paradeiro de seu holótipo é desconhecido e seu lectótipo e paralectótipos estão registrados na coleção do Museu Paraense Emílio Goeldi (MPEG). Sua localidade-tipo é o rio Mapuera (Trombetas), no estado do Pará, no Brasil. Depois foi transferida ao gênero Dolichotrigona. Algumas classificações taxonômicas colocam dúvida quanto a existência independente do gênero Dolichotrigona e optam por classificá-lo como subgênero de Trigonisca. Nessas classificações, a espécie é referida como Trigonisca longitarsis.

## Descrição
As espécies do gênero Dolichotrigona apresentam tegumento densamente coberto por microalvéolos profundos; metatíbia longa e estreita, com comprimento superior a três vezes sua largura; escapo e os três primeiros flagelômeros mais longos do que largos, ligeiramente comprimidos. As operárias de Dolichotrigona longitarsis medem 3,6 milímetros de comprimento.

## Distribuição e habitat
Dolichotrigona longitarsis ocorre na Guiana Francesa (Saint-Laurent-du-Maroni), Peru e Brasil, onde está presente nos estados do Acre (Rio Branco), Amazonas (Barcelos, Fonte Boa, Itacoatiara, Japurá, Manaus, Maraã, Santo Antônio do Içá, São Gabriel da Cachoeira, Tabatinga, Tefé), Maranhão (Imperatriz, Santa Helena), Mato Grosso (Vila Bela da Santíssima Trindade), Pará (Anajás, Cumaru do Norte, Itaituba, Oriximiná, Óbidos), Rondônia (Buritis, Campo Novo de Rondônia, Costa Marques, Cujubim, Guajará-Mirim, Jaru, Machadinho d'Oeste, Mirante da Serra, Nova Mamoré, Nova União, Ouro Preto do Oeste, Pimenta Bueno, Pimenteiras do Oeste, Porto Velho) e Roraima. No bioma da Amazônia e em áreas de transição com o Cerrado, ocorre nas sub-bacias do Gurupi, Madeira, Negro, Purus, Solimões, Baixo Tocantins, Trombetas e Xingu. Habita áreas florestais.

## Ecologia
Dolichotrigona longitarsis, durante o ataque, surge em grande número e invade o nariz, os ouvidos e os olhos. Quando esmagada, libera uma secreção cáustica que provoca irritação ocular. Estudos de polinização indicam que a espécie atua como polinizadora potencial do açaí (Euterpe oleracea).

## Conservação
Em 2018, Dolichotrigona longitarsis foi classificada como pouco preocupante (LC) no Livro Vermelho da Fauna Brasileira Ameaçada de Extinção do Instituto Chico Mendes de Conservação da Biodiversidade (ICMBio). Parece responder negativamente ao desmatamento, o que sugere sua dependência de ambientes conservados. A escassez de registros na literatura limita a formulação de estratégias de conservação, e ainda há lacunas significativas quanto aos seus hábitos de nidificação, comportamento e ecologia. Em algumas regiões, como Rondônia, tem sofrido intensa pressão antropogênica, decorrente da conversão de florestas em áreas de pecuária extensiva, monocultivos e da formação de grandes lagos artificiais para usinas hidrelétricas. Em sua área de distribuição, está presente em algumas áreas de conservação: a Estação Ecológica de Cuniã (ESEC Cuniã), a Reserva Extrativista Lago do Cuniã (Resex Lago do Cuniã), a Reserva Extrativista Rio Ouro Preto (Resex Rio Ouro Preto), a Área de Proteção Ambiental da Baixada Maranhense (APA da Baixada Maranhense), a Reserva Extrativista Rio Cautário (Resex Rio Cautário), a Reserva Particular do Patrimônio Natural Laço de Amor (RPPN Laço de Amor), a Terra Indígena Kayapó (TI Kayapó) e a Terra Indígena Paraná do Boá-Boá (TI Paraná do Boá-Boá).